# بيل سايتس
بيل سايتس هو سياسي أمريكي، ولد في 29 أكتوبر 1954 في سينسيناتي في الولايات المتحدة. نشط حزبياً في الحزب الجمهوري. وقد انتخب عضو مجلس ولاية أوهايو ‏ وانتخب عضو مجلس نواب أوهايو ‏.